# Zápas o titul mistryně světa v šachu 1969
Osmý zápas o titul mistryně světa v šachu byl druhým ze tří klání, ve kterých zvítězila mistryně světa Nona Gaprindašviliová nad vyzývatelkou Allou Kušnirovou. Zápas se uskutečnil od 8. dubna do 18. května roku 1969 v Tbilisi a v Moskvě v Sovětském svazu. Hlavním rozhodčím byla Nina Hrušková-Bělská z Československa, sekundantem Gaprindašviliové Michail Vasilevič Šišov a sekundantem Kušnirové Vladimir Nikolajevič Jurkov. Po pěti partiích byl stav 2,5:2,5. Poté již šla Gaprindašviliová čtyřmi výhrami bílými a čtyřmi remízami černými za vítězstvím v zápase. Zvítězila nakonec stejně jako o čtyři roky dříve 8,5:4,5.

## Tabulka
| č. | Šachistka             | Země          | 1 | 2 | 3 | 4 | 5 | 6 | 7 | 8 | 9 | 10 | 11 | 12 | 13 |  | + | − | = | Body |
| -- | --------------------- | ------------- | - | - | - | - | - | - | - | - | - | -- | -- | -- | -- |  | - | - | - | ---- |
| 1  | Nona Gaprindašviliová | Sovětský svaz | 0 | ½ | 1 | 0 | 1 | 1 | ½ | 1 | ½ | 1  | ½  | 1  | ½  |  | 7 | 3 | 3 | 8,5  |
| 2  | Alla Kušnirová        | Sovětský svaz | 1 | ½ | 0 | 1 | 0 | 0 | ½ | 0 | ½ | 0  | ½  | 0  | ½  |  | 3 | 7 | 3 | 4,5  |